# Ночера Скало (Катанцаро)
Ночера Скало је насеље у Италији у округу Катанцаро, региону Калабрија.
Према процени из 2011. у насељу је живело 1992 становника. Насеље се налази на надморској висини од 5 м.